# Rhizomnium hattorii
Rhizomnium hattorii är en bladmossart som beskrevs av T. Koponen 1971. Rhizomnium hattorii ingår i släktet rundmossor, och familjen Mniaceae. Inga underarter finns listade i Catalogue of Life.